# Иджлял Айдън
Иджлял Айдън (на турски: İclal Aydın) е турска актриса, писателка и телевизионна водеща от смесен кюрдско-черкезки етнически произход.

## Биография
Родена е на 14 септември 1971 година в град Невшехир, в семейство на кюрд и черкезка. Получава висшето си образование в Анкара.

### Брак
През 2002 година се омъжва за актьора Кемал Башбуг, през същата година се ражда тяхната дъщеря Зейнеп Башбуг, на 23 юни 2005 година се разделят. През 2006 година се омъжва за писателя Туна Киремитчи.